# 羅大玘
羅大玘（1527年—？），字惟節，江西南昌府南昌縣人，民籍，明朝政治人物。

## 生平
嘉靖三十一年（1552年）壬子科江西鄉試第六十九名舉人。嘉靖三十八年（1559年）中式己未科會試第二百三十四名，三甲第一百九十五名進士。隆庆中官至河南歸德府知府。

## 家族
曾祖羅復業；祖父羅九還；父羅貢紳，母陳氏。严侍下。兄大佐、大才（歲贡生）、羅復（御史）、大珍、大鸞。